# Martina Mara
Martina Mara (* 1981 in Linz oder St. Martin, Traun) ist eine österreichische Medienpsychologin. Seit April 2018 ist sie Professorin für Roboterpsychologie am Linz Institute of Technology (LIT) der Johannes Kepler Universität Linz.

## Leben
Martina Mara besuchte die Schule in Linz und studierte nach der Matura an der Universität Wien Publizistik- und Kommunikationswissenschaft, das Studium schloss sie 2008 mit einer Diplomarbeit zum Thema Narziss im Cyberspace? Online-Befragung zur Beziehung zwischen narzisstischer Persönlichkeitsveranlagung und Nutzung der Social Network Site studiVZ als Magistra ab. 2014 promovierte sie an der Universität Koblenz-Landau mit einer Dissertation über die Wahrnehmung menschenähnlicher Maschinen.
Von 2004 bis 2007 war sie als Printjournalistin tätig, ab 2008 war sie freiberufliche Texterin und wissenschaftliche Mitarbeiterin im Bereich der angewandten Technologie- und Sozialforschung im Zusammenhang mit neuen Technologien und Medien, unter anderem am Institute of Design Research Vienna (bis 2011) und ab 2010 als Senior Researcher für das Ars Electronica Futurelab. Seit 2010 ist sie Lektorin an der Johannes Kepler Universität Linz, der Universität für angewandte Kunst Wien, der Universität für künstlerische und industrielle Gestaltung Linz, der Fachhochschule Salzburg, Technische Universität München und der Hochschule für angewandte Wissenschaften München. Seit 2014 leitet sie am Ars Electronica Futurelab in Linz den Forschungsbereich RoboPsychology. Bei ihrem Projekt "CoBot Studio" geht es um die Entwicklungs einer immersiven Extended-Reality-Simulation – hier sollen Kommunikationsprozesse mit mobilen Robotern ausprobiert werden. Ein weiteres Projekt von Martina Mara am Ars Electronica in Linz nennt sich "Communication with autonomous cars" – in Kooperation mit Mercedes-Benz forschte sie daran, wie eine Kommunikation von Menschen mit selbstfahrenden, intelligenten Autos aussehen könnte. Seit 2016 schreibt sie für die Oberösterreichischen Nachrichten die wöchentliche Kolumne „Schöne neue Welt“ über die sozialen Auswirkungen neuer Technologien und digitaler Medien. Seit August 2017 ist sie außerdem Mitglied des neu gegründeten österreichischen Rats für Robotik des Infrastrukturministeriums. In diesem Rat werden die Konsequenzen des Einsatzes von Robotern und Künstlicher Intelligenz für die Gesellschaft und die Wirtschaft diskutiert.
Mit 1. April 2018 wurde sie als Professorin für Roboterpsychologie an das Linz Institute of Technology (LIT) der Universität Linz berufen, an der sie zuvor bereits als wissenschaftliche Projektmitarbeiterin an der Abteilung für Arbeits-, Organisations- und Medienpsychologie (AOM Psychologie) tätig war. Im LIT forscht sie vorwiegend zur menschenzentrierten Technologieentwicklung und den dazugehörigen psychologischen Bedingungen, aber auch zu Forschungsstrategien, die interdisziplinär durchgeführt werden. Martina Mara beschäftigt sich mit simulierter Emotionalität bei Technologien und Kommunikationsdesigns von Robotern.
Im November 2018 wurde sie zum Vorstandsmitglied der Ludwig Boltzmann Gesellschaft (LBG) bestellt, 2020 schied sie aus dem Vorstand der LBG aus. Seit 2020 ist Martina Mara Mitglied des Aufsichtsrats der Österreichischen Forschungsförderungsgesellschaft. Diese Förderungsgesellschaft soll Innovationen aus der anwendungsorientierten Forschung fördern. So soll Österreich wirtschaftlich im Forschungsbereich gestärkt werden.
2021 wurde sie Mitglied der Konzeptgruppe für die Umsetzung der Technischen Universität für Digitalisierung in Oberösterreich. Den Vorsitz hat Gerhard Eschelbeck inne, welcher aus der IT-Branche kommt. Die Konzeptgruppe soll die einzelnen Umsetzungsschritte der digitalen Technischen Universität ausarbeiten.

## Arbeits- und Forschungsschwerpunkte
Ein Forschungsschwerpunkt von Martina Mara ist die Roboterpsychologie. Hier forscht sie vor allem, wie Roboter und Technologien gestaltet sein müssen, sodass Menschen sich mit der Technologie wohlfühlen. Dabei beschäftigt sie sich mit den Ängsten, die neue Technologien in Menschen auslösen. Laut Martina Mara ist der Einsatz von Robotern bei etwa der Betreuung von Kindern nicht sinnvoll. Als Alternative könnte man hier Exoskelette einsetzen. Exoskelette werden an den Beinen oder am Rücken angebracht und helfen bei der Durchführung von körperlich anstrengenden Aufgaben. Hebearbeiten bei Pflegekräften könnten so durch Exoskelette unterstützt werden.

### AI & Human Creativity
In ihren Forschungsarbeiten beschäftigt sich Martina Mara mit der Mensch-KI-Interaktion – der Beziehung zwischen menschlicher Kreativität und künstlicher Intelligenz. KI kann zwar Ideen generieren, jedoch laut Mara nicht als kreativ im menschlichen Sinne bezeichnet werden. Martina Mara definiert Punkte, welche die Kreativität von KI und Menschen unterscheiden. Einerseits die Absicht etwas auszudrücken. Diese Absicht und Eigenmotivation fehlt einem künstlich Intelligenten System. Andererseits das Bedürfnis nach Selbstständigkeit und Autonomie bei der Entscheidungsfindung, die das Wohlbefinden der Person im kreativen Prozess steigert.
Das Erleben der eigenen Kompetenz bei Mitarbeitenden soll durch die Förderung eines gesunden Umgangs mit künstlicher Intelligenz gesteigert werden. Dafür können u. a Schulungen und eine transparente Kommunikation bezüglich der Funktionsweisen der Systeme beitragen, die Ängste zu mindern und die Nutzung des KI-Systems begünstigen.
Martina Mara beschäftigt sich außerdem mit der Akzeptanz von künstlich intelligenten Systemen. Laut Mara sind die Ängste in Verbindung mit solchen Systemen oft sehr diffus, sodass Personen oft nicht sagen können, wodurch die Angst genau ausgelöst wird. Personen hätten laut Martina Mara oft falsche Vorstellungen und mystifizierte Begriffe und Bilder über KI. Menschenähnliche Darstellung von Robotern mir Avataren, Gesichtern, Händen oder Gehirnen, wodurch eine grundlegende Skepsis und ein Gefühl der Bedrohung ausgelöst wird. Wichtig ist es, neutralere Begrifflichkeiten wie "automatisiertes Analyseprogramm" zu verwenden, um die Bedrohlichkeit zu reduzieren. Die Bedrohung durch Menschenähnlichkeit von künstlich Intelligenten Systemen wird durch zweierlei Faktoren beeinflusst: zum einen die Angst, dass man durch Maschinen ersetzt wird und zum anderen das Phänomen des „Uncanny Valley“. Der Grundgedanke des Uncanny Valley ist der Zusammenhang von Sympathie und Menschenähnlichkeit, dahingehend, dass mehr Sympathie empfunden wird, je menschenähnlicher der Roboter ist. Jedoch entsteht ein Kategoriekonflikt an Jemen Punkt, an dem der Roboter nicht mehr von realen Menschen unterscheidbar ist. Hier sinkt die Akzeptanz und der Roboter fällt in das Uncanny Valley.

### Vermenschlichte Interaktion mit KI
Martina Mara beschäftigt sich außerdem mit den vermenschlichten Interaktionen mit Computerprogrammen. Laut Mara ist es natürlich, dass mit Computern geführte Dialoge oder Gespräche, die der Mensch-Mensch-Kommunikation ähneln, so behandelt und geführt werden, wie wir es aus ähnlichen Situationen mit realen Menschen kennen. Grund dafür ist, dass wir Menschen zum Anthropomorphismus neigen, eine Grundtendenz, die uns auch in nicht-menschlichen Objekten menschliche Eigenschaften, Motivationen, Gefühlslagen, Wünsche oder eine Persönlichkeit zu erkennen glauben. Diese Tendenz erfolgt automatisch, da wir unsere Umwelt sozial interpretieren und kann zusätzlich verstärkt werden. Bei generativen KI-Programmen wäre ein verstärkender Faktor u. a. die natürliche Sprache, menschenähnliche Stimmen, oder eine visuelle Repräsentanz die von den Nutzern individuell gestaltet werden kann. Je menschenähnlicher diese Faktoren gestaltet sind, desto stärker wird der Anthropomorphismus zusätzlich angeregt. Menschen, die sich einsamer fühlen, haben ein stärkeres Bedürfnis nach sozialer Verbundenheit und nehmen daher eine Maschine eher als soziales Gegenüber wahr. Martina Mara konnte im Rahmen ihrer Forschungsarbeiten im Ars Electronica Center Linz feststellen, dass einsame Menschen auch in Robotern ein stärkeres soziales Bedürfnis wahrnehmen und häufiger (physischen) Kontakt zum Roboter aufnehmen, als Menschen die nicht oder weniger einsam sind. Martina Mara sieht auch einige kritische Konsequenzen, vor allem in der Kombination aus einem Bedürfnis nach Sozialkontakten und Unwissenheit über KI.

## Auszeichnungen und Nominierungen
- 2018: BAWAG PSK-Frauenpreis[20]
- 2018: Futurezone-Award in der Kategorie Women in Tech[21][22]
- 2019: Nominierung durch die Tageszeitung Die Presse zur Österreicherin des Jahres in der Kategorie Forschung[23]
- 2019: Wiener Frauenpreis in der Kategorie Digitalisierung[24]
- 2021: Käthe-Leichter-Preis[25]

## Publikationen (Auswahl)
- 2009: Narziss im Cyberspace: zur Konstruktion digitaler Selbstbilder auf der Social-Network-Site studiVZ, Verlag Hülsbusch, Boizenburg 2009, ISBN 978-3-940317-46-9
- 2014: Exploring the Uncanny Valley: theoretical and experimental investigations on user perceptions of humanlike robots, Koblenz, Landau (Pfalz), Dissertation, 2014
- 2014: Wenn ASIMO den Kopf schief legt: Zum Einfluss nonverbaler Verhaltensaspekte auf die Wahrnehmung humanoider und androider Roboter., gemeinsam mit Markus Appel, Kongress der Deutschen Gesellschaft für Psychologie, Ruhr-Universität Bochum, PDF (Abstract)
- 2015: Effects of lateral head tilt on user perceptions of humanoid and android robots, gemeinsam mit Markus Appel, in Computers in Human Behavior, Volume 44, März 2015, Seiten 326–334, doi:10.1016/j.chb.2014.09.025
- 2015: Science fiction reduces the eeriness of android robots: A field experiment, gemeinsam mit Markus Appel, in Computers in Human Behavior, Volume 48, Juli 2015, Seiten 156–162, doi:10.1016/j.chb.2015.01.007
- 2016: Die Anthropomorphismus-Falle. In: Trend Update Race Against The Machine, 2016
- 2016: On the Eeriness of Service Robots with Emotional Capabilities, gemeinsam mit Markus Appel, Silvana Weber und Stefan Krause, IEEE Press, HRI '16: The Eleventh ACM/IEEE International Conference on Human Robot Interaction, März 2016, doi:10.1109/HRI.2016.7451781
- 2018: Humanizing Human-Robot Interaction: On the Importance of Mutual Understanding, gemeinsam mit Alessandra Sciutti, Vincenzo Tagliasco, Giulio Sandini, in IEEE Technology and Society Magazine, 37(1), 22-29. doi:10.1109/MTS.2018.2795095.
- 2019: Otakusim and the Appeal of Sex Robots, gemeinsam mit Markus Appel, Caroline Marker, in Frontiers in Psychology, 10. doi:10.3389/fpsyg.2019.00569
- 2020: Social Bots – Meinungsroboter im Netz, gemeinsam mit Martina Neis. In: Appel, M. (eds) Die Psychologie des Postfaktischen: Über Fake News, "Lügenpresse", Clickbait & Co. Springer, Berlin, Heidelberg. doi:10.1007/978-3-662-58695-2_17
- 2020: The Uncanny of Mind in a Machine: Humanoid Robots as Tools, Agents, and Experiencers, gemeinsam mit Markus Appel, David Izydorczyk, Silvana Weber, Tanja Lischetzke. in Computers in Human Behavior, 102, 274-286. doi:10.1016/j.chb.2019.07.031